# L. J. Benet
L. J. Benet (* 2. Januar 1997 in Los Angeles, Kalifornien) ist ein US-amerikanischer Schauspieler und professioneller Sänger.

## Leben
Benet trat im Alter von elf Jahren im Film All God’s Children Can Dance sowie in einer 2009 veröffentlichten Episode von The Mentalist auf. Zudem mimte er den jungen Tommy in The Whos gleichnamigen Musical, das im Ricardo Montalbán Theatre in Hollywood seine Premiere hatte. Er setzte seine Karriere als Theaterschauspieler fort und spielte eine Rolle in Big: the musical, basierend auf den 1988 veröffentlichten Film Big mit Tom Hanks.
Benet spielte in Gregs Tagebuch – Von Idioten umzingelt!  (mit einem Auftritt als Voice-over-Sänger) und Du schon wieder. Er spielte in dem Indie-Kurzfilm The Legend of Beaver Dam, einer Horror-Rock-Oper,  die beim Toronto International Film Festival 2010 Premiere feierte und zudem beim Sundance Film Festival 2011 einen Jury-Preis erhielt. L. J. Benet selbst wurde bei den Young Artist Awards 2011 für seine Rolle im Kurzfilm für einen Young Artist Award in der Kategorie „Best Performance in a Short Film – Young Actor“ nominiert, konnte sich dabei allerdings nicht gegen seinen Schauspielkollegen Andy Scott Harris durchsetzen.
Benet war 2010 in Limelight: The Story of Charlie Chaplin als junger Sydney zu sehen und erhielt im Stück Große Erwartungen am Utah Shakespeare Festival die Rolle des jungen Pip. Nachdem er in den Folgejahren weitere Theaterauftritte in Stücken wie Warten auf Godot, Seussical oder Wer die Nachtigall stört hatte, wurde er bei der Vergabe der Young Artist Awards 2012 in der Kategorie „Best Performance in Live Theater – Young Actor“ für sein Engagement in Wer die Nachtigall stört im Lex Theatre in Hollywood ausgezeichnet. Außerdem kam Benet 2011 in jeweils einer Episode der Fernsehserien Die Zauberer vom Waverly Place, The Joey & Elise Show und Breaking In zum Einsatz. Für seine Leistung in Die Zauberer vom Waverly Place wurde L. J. Benet ein weiteres Mal für einen Young Artist Award nominiert, diesmal in der Kategorie „Best Performance in a TV Series – Guest Starring Young Actor 14–17“. 2012 folgten Auftritte in den Serien The Jadagrace Show und Bones – Die Knochenjägerin, wobei er in beiden Produktionen in jeweils einer einzigen Episode eingesetzt wurde. Zudem wurde in diesem Jahr der Thriller Shadow Witness mit Kevin Sorbo veröffentlicht, in dem der Jungdarsteller ebenfalls eine Gastrolle bekam. Zudem wurde Benet für den Film Wir kaufen einen Zoo gebucht, kam dann aber doch nicht in dieser Produktion zum Einsatz, da die Rolle, für die er vorgesehen war, umbesetzt wurde. Des Weiteren wurde er im rund drei Minuten dauernden Kurzfilm Sprockett von Regisseur Hazel Meeks eingesetzt. 2013 wurde er für den Sci-Fi-Horrorfilm Dark Skies gebucht, in dem er den jungen Kevin Ratner spielte. Zu einem längerfristigen Engagement reichte es im Jahr 2013 ebenfalls, als er in den erweiterten Cast der neuen Disney-Channel-Serie Hund mit Blog geholt wurde und dort die Rolle des Karl Fink, dem intelligenten Rivalen der Hauptfigur Avery Jennings (gespielt von Genevieve Hannelius), erhielt.

## Filmografie
Filmauftritte (auch Kurzauftritte)
- 2008: All God’s Children Can Dance
- 2010: Gregs Tagebuch – Von Idioten umzingelt! (Diary of a Wimpy Kid)
- 2010: The Legend of Beaver Dam (Kurzfilm)
- 2010: Du schon wieder
- 2012: Sprockett (Kurzfilm)
- 2012: Shadow Witness
- 2013: Dark Skies

Serienauftritte (auch Gast- und Kurzauftritte)
- 2009: The Mentalist (1 Episode)
- 2011: Die Zauberer vom Waverly Place (Wizards of Waverly Place) (1 Episode)
- 2011: The Joey & Elise Show (1 Episode)
- 2011: Breaking In (1 Episode)
- 2012: The Jadagrace Show (1 Episode)
- 2012: Bones – Die Knochenjägerin (Bones) (1 Episode)
- 2013–2015: Hund mit Blog (5+ Folgen)
- 2015: Code Black (S1 E09)[3]

## Theaterauftritte
- The Who’s Tommy – Das Musical
- Big: the musical
- Warten auf Godot (Waiting for Godot)
- Wer die Nachtigall stört (To Kill a Mockingbird)
- Große Erwartungen (Great Expectations)
- Seussical
- Limelight: The Story of Charlie Chaplin

## Auszeichnungen und Nominierungen
Auszeichnungen
- 2012: Young Artist Award in der Kategorie „Best Performance in Live Theater – Young Actor“ für sein Engagement in Wer die Nachtigall stört[2]

Nominierungen
- 2011: Young Artist Award in der Kategorie „Best Performance in a Short Film – Young Actor“ für sein Engagement in The Legend of Beaver Dam[1]
- 2012: Young Artist Award in der Kategorie „Best Performance in a TV Series – Guest Starring Young Actor 14–17“ für sein Engagement in Die Zauberer vom Waverly Place[2]